# Ниниашвили, Баграт
Баграт Ниниашвили (груз. ბაგრატ ნინიაშვილი ; род. 1 октября 1998) — грузинский дзюдоист, бронзовый призёр чемпионата Европы и Европейских игр 2019 года.

## Биография
Родился в 1998 году. Он начал заниматься дзюдо и самбо с семи лет. Тренировался в спортивном клубе «Динамо» в Тбилиси. С 2015 года он выступает в мужской сборной по дзюдо в лёгком весе до 66 кг.
В июне 2019 года в Минске на совместном турнире II Европейские игры и чемпионат Европы по дзюдо в весовой категории до 66 кг он завоевал бронзовую медаль.